# 曼切華公國
曼托瓦公國（義大利語：Ducato di Mantova）是義大利伦巴第历史上的一个公國，隸屬於神聖羅馬帝國 ，於1530－1707年一直都是由貢扎加家族所統治。

## 歷史

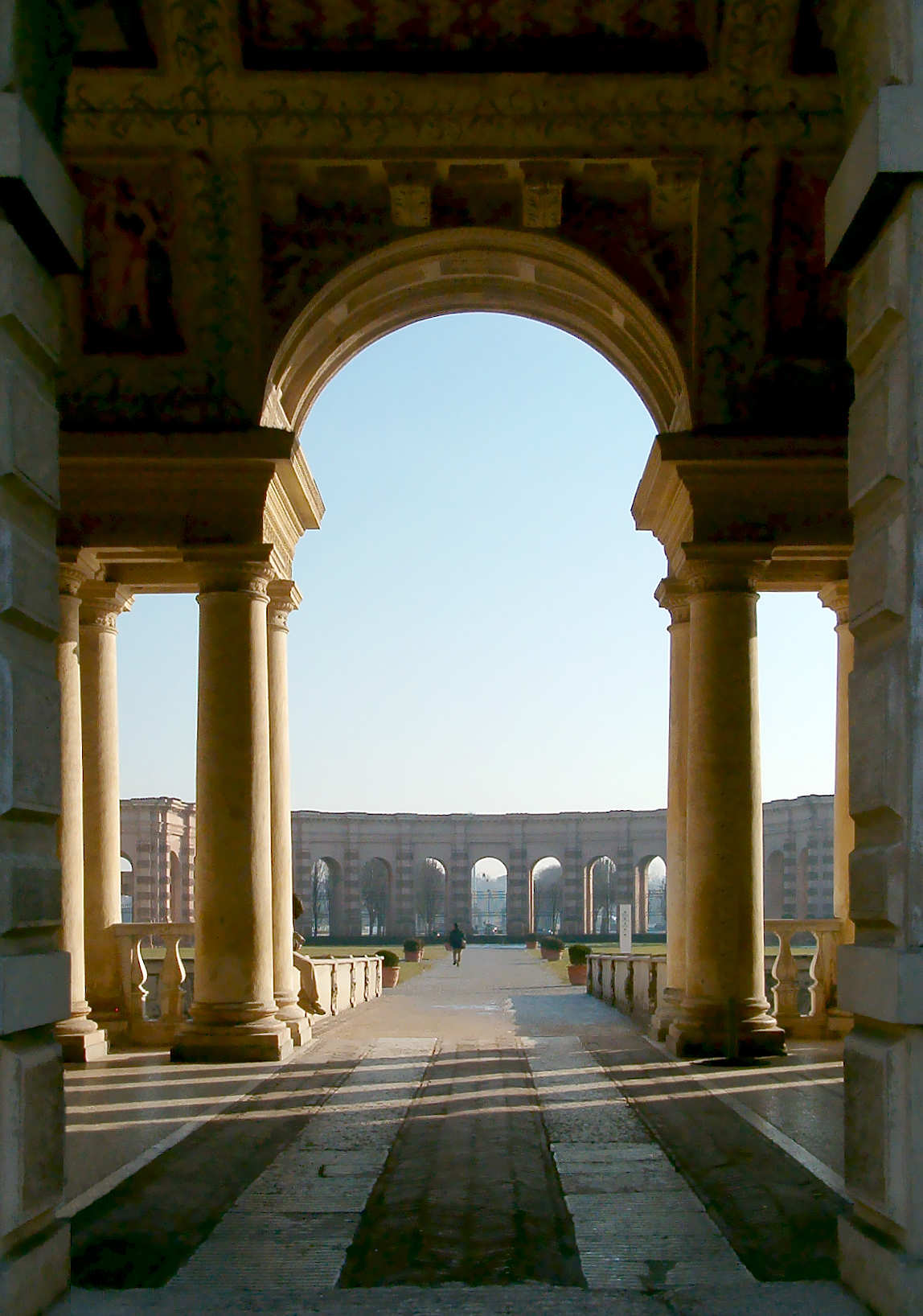
位於曼托瓦的特宮，典型的風格主義建築

在西羅馬帝國的滅亡後，曼托瓦曾先後被拜占庭帝國、倫巴底人和法國人侵佔。而在十一世紀，曼托瓦成為了托斯卡納侯爵（marchese di Toscana）卡諾莎的波尼法爵三世的領地，並和托斯卡納侯爵國合併在一起。當托斯卡納侯國的最後一位統治者，波尼法爵三世的女兒托斯卡納的瑪蒂爾達死後，托斯卡納侯國被瓜分，而曼托瓦則成為了帝國自由城市，並於12－13世紀盡力抵抗神聖羅馬帝國的入侵。
在敘任權鬥爭後的1273年，博納科爾西家族的皮納蒙特·德·博納科爾西趁亂奪取政權，並於之後成為曼托瓦的市民官，博納科爾西在接下來的半世紀統治著曼托瓦，使城市逐漸繁榮及富有藝術氣息。
於1328年8月16日，里納爾多·德·博納科爾西被貢扎加家族的盧多維科一世·貢扎加與他的兒子圭多·貢扎加、費利皮諾·貢扎加和費爾特里諾·貢扎加推翻，盧多維科一世被任命為執政官（podestà）並於1318年當選市民官。貢扎加家族掌權後下令建造包含五座城門的新城牆，並翻修部分城市內老舊建築。貢扎加家族上任後城市的政治局勢依舊錯綜複雜，直到盧多維科二世·貢扎加與他的父親圭多透過謀殺自己的兄弟，於1369年奪取政權後情勢才趨於穩定。
1433年，透過與布蘭登堡的芭芭拉的婚姻及支付12萬義大利弗羅琳後，吉安弗朗切斯科一世·貢扎加被神聖羅馬帝國皇帝西吉斯蒙德任命為曼托瓦侯爵，芭芭拉是西吉斯蒙德的姪女。1459年，教宗庇護二世在曼托瓦舉行曼托瓦會議，邀請歐洲各國至會議上商討重組十字軍征討鄂圖曼帝國，但最後因歐洲各國無意打仗或忙於他事而不了了之。
費德里科二世·貢扎加於1530年由查理五世封為曼托瓦公爵。1536年，費德里科二世透過與蒙費拉托侯國的女繼承人瑪格麗塔·帕雷歐羅加的婚姻，被查理五世封為蒙費拉托公爵。著名的特宮也是費德里科二世委託拉斐爾的徒弟朱利奧·羅馬諾所修建的。
1624年，斐迪南多·貢扎加將住處搬到尼可洛·塞博瑞貢迪設計的法沃麗塔別墅。

## 貢扎加-訥韋爾

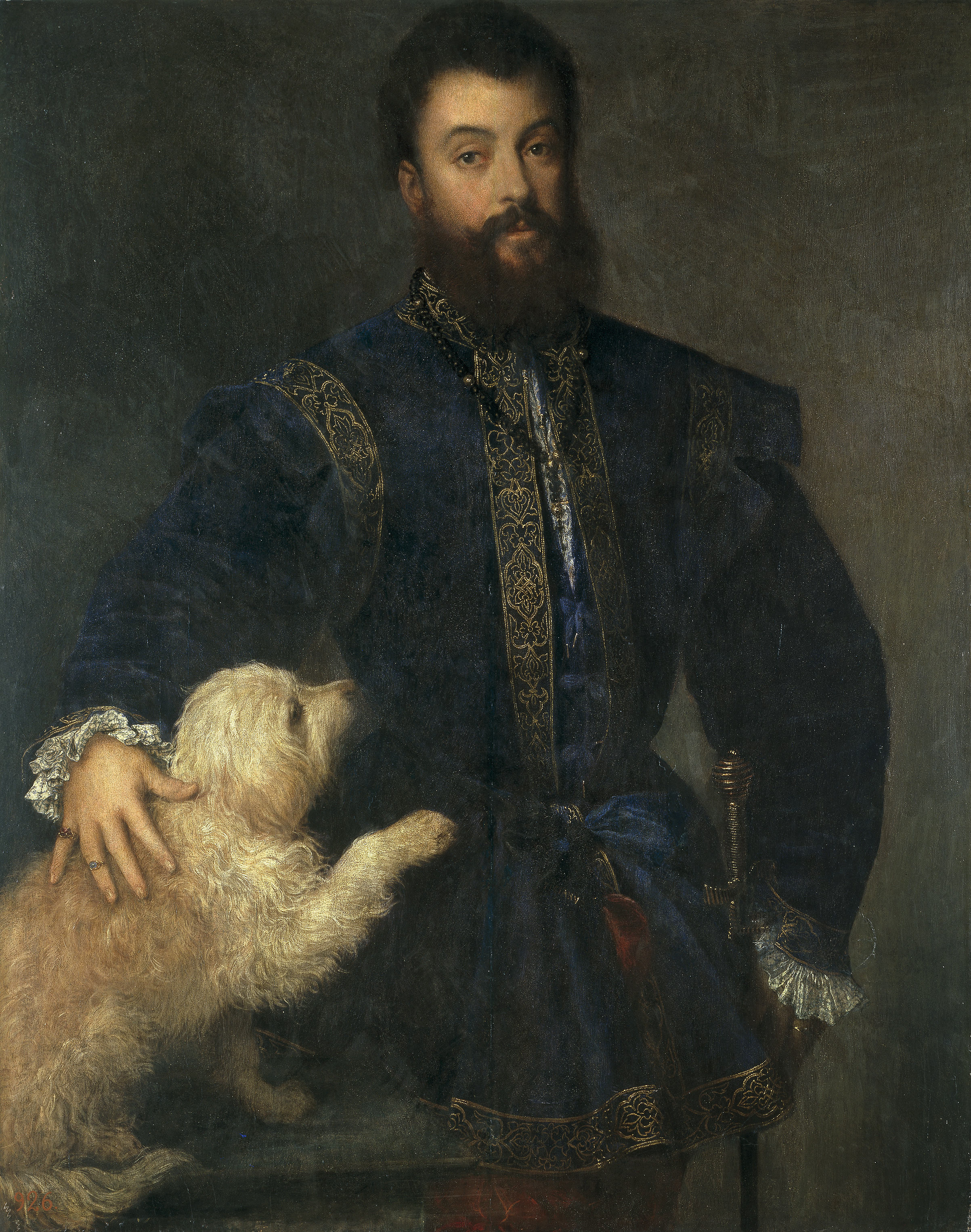
費德里科二世像

1627年，文琴佐二世·貢扎加沒有留下子嗣便過世了，貢扎加家族主系絕嗣，隔年曼托瓦爵位繼承戰爭爆發，這場戰爭是由法國支持的訥韋爾系（貢扎加-訥韋爾是由費德里科二世的第三子盧多維科·貢扎加-尼維爾經由婚姻獲得訥韋爾公爵所創立的支系）及薩伏依公國主張的繼承權（薩伏依公爵卡洛·埃曼紐埃萊一世的女兒薩伏依的瑪格麗塔嫁給了曼托瓦公爵弗朗切斯科四世·貢扎加）兩方引起的戰爭，其他主張對爵位有繼承權的還有瓜斯塔拉公爵費蘭特二世·貢扎加，他是曼托瓦侯爵弗朗切斯科二世·貢扎加三子的後代。由於得到法國的支持，盧多維科的第三子，也是活到成年的最長的兒子卡洛一世·貢扎加打敗神聖羅馬帝國支持的薩伏依公爵卡洛·埃曼紐埃萊一世，成為曼托瓦和蒙費拉托公爵。
這場戰爭中由於神聖羅馬帝國派了約36,000名國土傭僕圍困曼托瓦，這些士兵也帶來了瘟疫造成上千市民死亡，曼托瓦之後再也沒有從這場災難中恢復。

## 公國覆亡

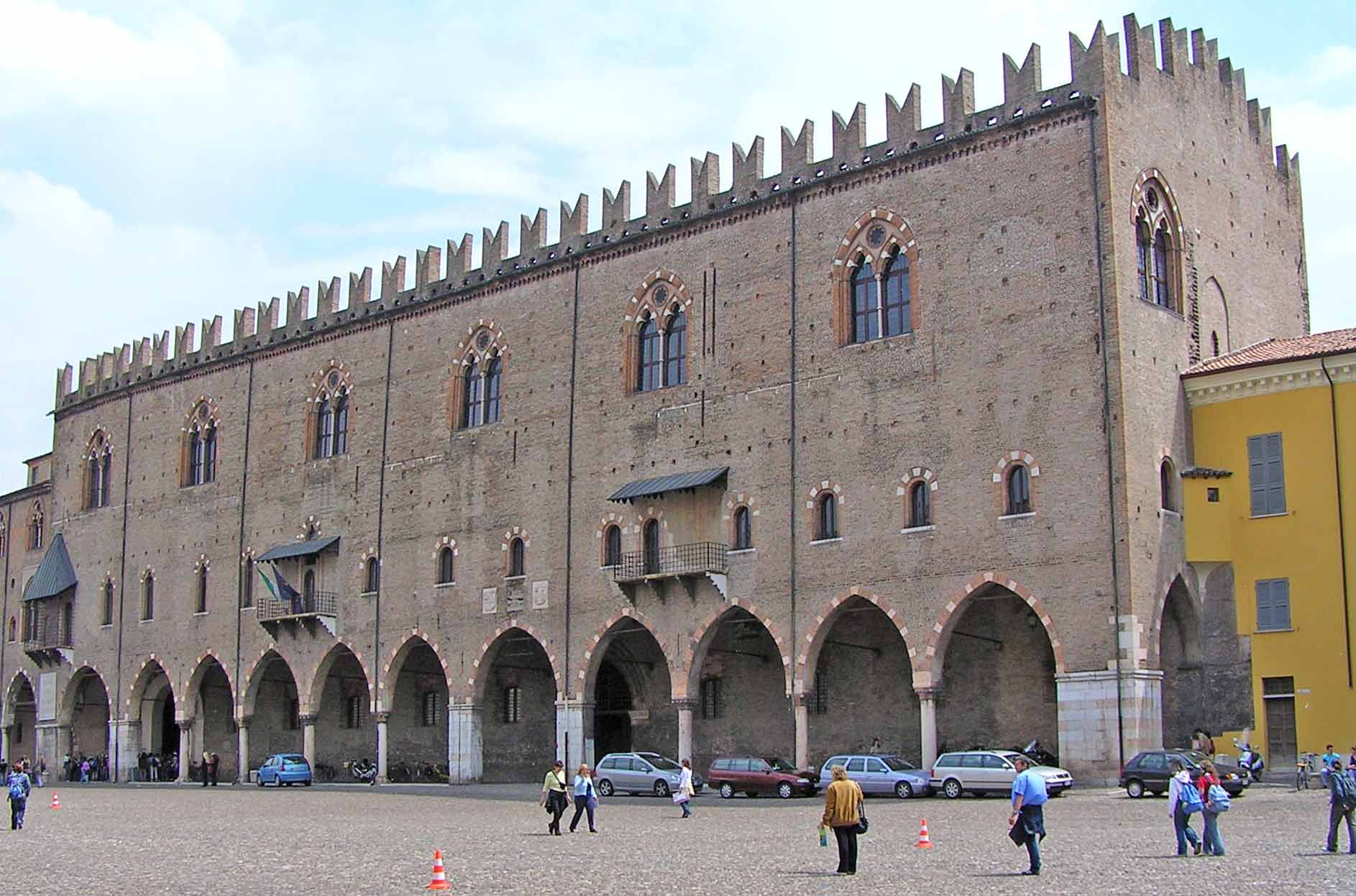
位於曼托瓦的公爵宮

公國末代公爵費迪南多·卡洛是個無能的統治者，他只對舉辦派對以及戲劇表演有興趣，在西班牙王位繼承戰爭中，他支持法國對抗神聖羅馬帝國，最後法國被擊敗，費迪南多被皇帝約瑟夫一世罷黜，費迪南多被判重罪，他於1707年初從曼托瓦公爵宮中攜帶許多藝術品逃往威尼斯，約瑟夫一世於1708年宣布接管曼托瓦並指定卡斯特爾巴爾可家族為曼托瓦公國總督，費迪南多於這項宣告的幾天後死於帕多瓦，一些現代史家認為他死於中毒，他的死亡代表著貢扎加家族近400年統治曼托瓦的歷史結束。蒙費拉托的部分領土則被割讓予薩伏依公國，作為補償經由母系理應對蒙費拉托有繼承權的洛林公爵利奧波德，皇帝查理六世將特申公國給予公爵。
約瑟夫二世於1786年9月26日發布一項法令讓公國曾經短暫的與米蘭公國結合，但沒多久就被繼任皇帝利奧波德二世於1791年1月24日將其分開。
1796年，曼托瓦被拿破崙率領的法軍圍困，於隔年陷落，隨著坎波福爾米奧條約的簽訂，曼托瓦侯國被附在奇薩爾皮尼共和國裡，公國至此覆亡。

## 曼托瓦統治者列表
- 曼托瓦統治者列表

### 引註
1. ↑  Simon, p.18
2. ↑  Coniglio, p.38
3. ↑  Murgia, p.67
4. ↑  Simon, p.50
5. ↑  .   [2015-07-10]. （原始内容存档于2015-07-11）.
6. ↑  Murgia, p.72
7. ↑  Fochessati, p.300
8. ↑  Coniglio, p.286